# Damián Lizio
Damián Emmanuel Lizio (Buenos Aires, 30 de junho de 1989) é um futebolista argentino naturalizado boliviano que atua como meia. Atualmente joga pelo Oriente Petrolero.

## Carreira

### Botafogo
Acertou sua transferência para o Botafogo de Futebol e Regatas, sendo o camisa 10. Marcou seu primeiro e único gol com a camisa do Alvinegro no dia 2 de fevereiro de 2016, na vitória de 2 a 1 sobre a Associação Atlética Portuguesa, pelo Campeonato Carioca. Seu contrato que acabara dia 31 de dezembro de 2016 não foi renovado, integrando a "barca" de dispensados junto com os estrangeiros Gervásio Núñez e Juan Salgueiro.

## Seleção Boliviana
Lizio se naturalizou boliviano em 2014 e disputou a Copa América de 2015 pela seleção do país.

## Títulos

### Clube
River Plate
- Torneo Clausura (1): 2007-08

Bolívar
- Primera División (1): 2011

Al-Arabi
- Kuwait Federation Cup (1): 2013–14